# Dékon
Dékon est un quartier populaire de Lomé, la capitale du Togo.
Le quartier est connu pour être un des centres d'affaires de la ville (on y compte beaucoup de cybercafés), et c'est aussi un des principaux lieux de la prostitution enfantine à Lomé.
Il est comparable au quartier de Bè pour son esprit contestataire envers le président Faure Gnassingbé, notamment durant l'élection présidentielle de 2005,.

## Situation
Le carrefour Dékon se situe sur le boulevard du 13 janvier à la limite des quartiers Doulassamé, Amoutivé, Abobokomé et Adoboukomé[à vérifier].